# Economía atómica

Economía de átomos

La economía atómica o economía de átomos (eficiencia atómica/porcentaje) es la eficiencia de conversión de un proceso químico en términos de todos lo átomos involucrados y los productos deseados producidos. La economía atómica es un concepto importante en la filosofía de la química verde y uno de las medidas más usados para cuantificar lo "verde" de un proceso o síntesis.
La economía atómica puede ser escrita como:
{\displaystyle {\text{economía atómica}}={\frac {\text{Masa molar del producto deseado}}{\text{Masa molar de todos los reactivos}}}\times 100\%}
Para un proceso de múltiples pasos donde existen intermediarios que se forman durante una reacción y se consumen en otra
{\displaystyle A+B\rightarrow C}
{\displaystyle C+D\rightarrow E}
{\displaystyle E+F\rightarrow G}
{\displaystyle {\text{economía atómica}}={\frac {M_{m}(G)}{M_{m}(A)+M_{m}(B)+M_{m}(D)+M_{m}(F)}}}
La economía atómica es un concepto diferente al rendimiento químico debido a que incluso un proceso con un rendimiento alto puede resultar en subproductos sustanciales. Como ejemplos de esto se encuentran la reacción de Cannizzarro en la cual aproximadamente el 50% del aldehído inicial pasa a un estado de oxidación diferente al deseado; en la reacción de Wittig, se utilizan reactivos de fósforo de grandes masas que terminan convirtiéndose en residuos; y la síntesis de Gabriel que produce una cantidad estequiométrica de ácido ftálico.
Si el producto deseado tiene un enantiómero, la reacción necesita ser lo suficientemente estereoselectiva incluso cuando la economía atómica es del 100%. Una reacción de Diels-Alder es un ejemplo de una reacción potencialmente eficiente atómicamente, pues puede ser quimio, regio, diastereo y enantioselectiva. La hidrogenación catalítica es el ejemplo más cercano de una reacción ideal que es practicada ampliamente en la industria como en la academia.
La economía atómica puede ser ajustada si un grupo lateral es recuperable, por ejemplo, los grupos auxiliares de Evans. Sin embargo, es deseable que se eviten pues los procesos de recuperación nunca se llevan a cabo al 100%. La economía atómica puede ser mejorada a través de la selección cuidadosa de materias primas y de sistemas de catálisis adecuados.
La pobre economía atómica es muy común en productos químicos finos, en la síntesis farmacéutica y especialmente en la investigación, donde se producen un amplio rango de compuestos complejos mediante reacciones sencillas pero pobres en economía atómica. Por ejemplo, la síntesis de un alcohol se puede lograr mediante la reducción de un éster con hidruro de litio y aluminio, pero la reacción produce necesariamente sales de aluminio que deben ser separadas del alcohol resultante y posteriormente desechadas. El costo del tratamiento de los residuos peligrosos puede ser considerable. La hidrogenólisis catalítica de un éster es una reacción análoga con una alta economía atómica pero requiere una optimización catalítica, es más lente y no es aplicable en todos los casos.

## Creación de reacciones usando la economía atómica
Es fundamental en reacciones químicas que poseen la forma A+B→ C+D que se formen dos productos a pesar de que sólo uno de ellos sea el deseado, en cuyo caso el otro producto debe ser considerado un subproducto. Debido a que maximizar la eficiencia de los reactivos y minimizar la producción de los residuos es una de las grandes metas de la química verde, o se le debe encontrar un uso al subproducto D o se le debe eliminar o debe ser lo más insignificante e inocuo posible. Con la nueva ecuación de la forma A+B→C, el primer paso para realizar procesos químicos más eficientes es utilizar reacciones que se parezcan a adiciones simples con el único uso diferente de materiales catalíticos.